# タマバチ科
タマバチ科（Cynipidae）とはハチ目ハチ亜目に属す科。この科に属す種の総称をタマバチという。小さな蜂で、体長は5mmに満たない。多くは植物の組織に寄生して虫こぶを作る。